# Gare de Saint-Joseph-le-Castellas
Gare de Saint-Joseph-le-Castellas vasútállomás Franciaországban, Marseille településen.

## Vasútvonalak
Az állomást az alábbi vasútvonalak érintik:
- Lyon-Perrache-Grenoble-Marseille-vasútvonal

## Kapcsolódó állomások
A vasútállomáshoz az alábbi állomások vannak a legközelebb:
- Gare de Saint-Antoine
- Gare de Sainte-Marthe-en-Provence